# پارک جونگ یون
پارک جونگ یون (انگلیسی: Park Jung-yeon؛ زادهٔ ۱۳ مهٔ ۱۹۹۷) بازیگر و مدل اهل کره جنوبی است. وی از سال ۲۰۲۰ میلادی تاکنون مشغول فعالیت بوده‌است.